# 作新学院小学部
作新学院小学部（さくしんがくいんしょうがくぶ）は、栃木県宇都宮市一の沢一丁目にある私立小学校。
部長は、八島 禎宏である。従来は学校法人船田教育会により運営されていたが、2010年（平成22年）度から、設置者が学校法人作新学院に変更された。

## 概要
- 創立年月日 明治18年9月28日（作新学院）
- 創設者 船田兵吾（作新学院）
- 院長 船田元
- 院長代理（現理事長） 船田恵
- 部長 岡田幸子
- 教頭 鈴木敬

## 交通
- JR東北新幹線または宇都宮線 宇都宮駅西口より
  - バス 作新学院前方面行きのJRバスまたは関東自動車 (栃木県)のバスで約20分、「作新学院前」下車すぐ

## 沿革
- 1954年 - 作新学院小学部開設
- 1955年 - 夏の制服を制定
- 1956年 - スケート教室開始
- 1957年 - 臨海学校開始
- 1959年 - 現制服制定、林間学校開始
- 1960年 - 第1回卒業式、マラソン大会開始
- 1962年 - スキー教室開始
- 1963年 - 委託給食開始
- 1964年 - 校舎を移転、ライシャワー大使来校
- 1966年 - 全教室にテレビ設置
- 1968年 - 食堂での完全給食を実施
- 1972年 - 盆踊り大会を実施
- 1973年 - 全教室にOHP設置
- 1980年 - 演劇の時間を設ける
- 1982年 - 小、中等部体育館落成
- 1984年 - 英進学部新設
- 1986年 - 保護者会におやじの会設立、パソコンクラブ設部
- 1987年 - 1学年2クラス編成を実施
- 1991年 - 多目的校舎新設
- 1992年 - 新学習指導要領の全面実施
- 1995年 - 作新学院創立110周年記念行事を行う
- 1996年 - TBSこども音楽コンクール最優秀賞（金管クラブ）
- 1998年 - 視聴覚室にパソコンを導入
- 1999年 - 異文化体験教室開始
- 2002年 - クラス25名程度、1学年3学級編成を実施
- 2003年 - 校舎の全面改修
- 2004年 - 小学部が創立50周年を迎える
- 2005年 - 作新学院が創立120周年を迎える
- 2006年 - 宇小教研算数部会発表
- 2007年 - 全クラス3クラス体制になる
- 2008年 - 小学部第1校舎耐震工事完了
- 2009年 - 小学部第2校舎耐震工事完了
- 2011年 - 1年生より新しいデザインの制服を導入。

オール作新による東日本大震災支援活動を開始。
宇都宮市小学校教育研究会学級経営部発表校。
栃木県NIE指定校

## 教育方針
- 一校一家
- 自学自習
- 誠実勤労

## 伝統
- リトル紳氏
- リトル淑女

## 校舎
- 第一校舎（1 - 4年）
- 第二校舎（5・6年）

### 第一校舎
- 第一職員室
- 教室(12室)
- 理科室
- 音楽室
- 理科準備室
- 音楽準備室
- 図書室
- オープン教室
- 家庭科室
- 会議室(職員専用)
- 印刷室(ゝ)
- 資料室(ゝ)

### 第二校舎
- 第二職員室
- 教室(6室)
- パソコン室
- ミシン室
- 第二音楽室
- 書道室
- 保健室
- 特別教室A
- 特別教室B
- 特別教室C(保健室)

## 教室
- 1年1組(以下-で表示)　第一校舎
- 1-2　第一校舎
- 1-3　ゝ
- 2-1　ゝ
- 2-2　ゝ
- 2-3　ゝ
- 3-1　ゝ
- 3-2　ゝ
- 3-3　ゝ
- 4-1　ゝ
- 4-2　ゝ
- 4-3　ゝ
- 5-1　第二校舎
- 5-2　ゝ
- 5-3　ゝ
- 6-1　ゝ
- 6-2　ゝ
- 6-3　ゝ

## 給食室
- 給食室は、小・中等部給食室を使用する。
- また、給食室は、多目的ホールとして使用することもある。

## クラブ
- 科学
- 手芸
- 料理
- 囲碁将棋
- 球技
- 卓球
- かるた
- アウトドア
- パソコン
- サッカー
- エコ

### 必修クラブ
- ラグビー（男子)
- 茶道(女子)

## 部活動
- 学童野球部
- 金管クラブ

## 交流・姉妹校
- 気仙沼小学校（旧南気仙沼小学校）
- 復興門第一小学校（中国）

## 主な行事
- 4月 - 入学式
- 5月 - 春の遠足、授業参観
- 6月 - 夏服着用、親子の集い、花の日訪問
- 7月 - 夏休み開始（21日 - ）、授業・給食終了
- 8月 - 盆踊り、夏休み終了、授業・給食開始
- 9月 - 文化祭、運動会、作新学院創立日（28日）
- 10月 - 冬服着用、前期終了、後期開始、公開授業参観・学校説明会
- 11月 - 長距走大会
- 12月 - クリスマス礼拝・音楽会、冬休み開始クリスマス祝会
- 1月 - 冬休み終了新年子供会
- 2月 - スケート教室（3・4年）、スキー教室（5・6年）個人写真
- 3月 - 卒業式・修了式

### 過去の行事
- 臨海学校
- 冬の遠足
- 異文化体験教室